# Euproctis subflava
Euproctis subflava är en fjärilsart som beskrevs av Bremer 1864. Euproctis subflava ingår i släktet Euproctis och familjen tofsspinnare. Inga underarter finns listade i Catalogue of Life.